# Phyllis S. Freier
Phyllis S. Freier (19 gener 1921, Minneapolis – 18 desembre 1992, St. Paul) fou una astrofísica nord-americana. Va ser Membre Honorífic tant de l'Associació Americana per l'Avenç de Ciència, AAAS en anglès, com de la Societat Americana de Física, APS. Freier També va formar part de diversos comitès de la NASA. Com a estudiant de postgrau va descobrir, junt amb altres col·legues, l'existència de elements més pesants que l'heli en la radiació còsmica. Aquesta va ser la base de la seva tesi doctoral. El seu treball va ser publicat al Physical Review l'any 1948, n'eren coautors Edward J. Lofgren, Edward P. Ney, i Frank Oppenheimer.

## Educació i carrera
A la Universitat de Minnesota, Minneapolis va rebre el seu B.S. (Grau universitari) el 1942, el seu M.A. (Master universitari) el 1944, i finalment el seu Ph.D. (Doctorat) el 1950. De 1944 a 1945 va treballar com a física al Naval Ordnance Laboratori. Des del 1950 a 1970, va treballar a la Universitat de Minnesota, Minneapolis. En la mateixa universitat va aconseguir una plaça de Professor Associat des del 1970 al 1975. Finalment, de 1975 al 1992 hi va treballar com Professora de Física, una posició equivalent a Catedràtica de Física a casa nostra.

## Contribucions a la recerca
Més concretament, Phyllis va ser una física amb una reputació internacional en el camp dels raigs còsmics. Experta en l'aplicació d'emulsions nuclears a astrofísica i física. A la Universitat de Minnesota, ella i els seus col·legues van descobrir la presència de nuclis pesants en la radiació còsmica, que ha quedat com una de les descobertes claus en astrofísica.
A més de la seva contribució com a estudiant de postgrau, ja esmentada, ella també va publicar altres contribucions significatives en els camps de la física de partícules, geofísica, i astrofísica. Contribucions que estan relacionades amb els espectres d'emissió nuclears, raigs còsmics, i l'aplicació d'emulsions nuclears.

## Publicacions
- Primary Cosmic Radiation," Phys. Rev. 74:1818-1827 (1948) amb E.J. Lofgren, E.P. Ney, i F. Oppenheimer[6][7]
- "Emulsion Measurements of Solar Alpha Particles and Protons," J. Geophys. Res. 68:1605-1629 (1963)[7]
- "The Helium Nuclei of the Primary Cosmic Radiation as Studied over a Solar Cycle of Activity, Interpreted in Terms of the Electric Field Modulation," la ciència Espacial Revisa 4:313-371 (1965) amb C.J. Waddington[7][8]
- "The Cascading of Cosmic Ray Nuclei in Various Media," Astrophys. I Espacial Sci. 38:419-436 (1975)amb C.J. Waddington.[7]
- "Nucleus-Nucleus Collisions and Interpretation of Cosmic Ray Cascades above 100 TeV," Phys. Rev. D  Vol. 25, No. 9, 1 maig (1982) amb T.K. Gaisser, Todor Stanev, i C.J. Waddington.[7]
- "The Interactions of Energetic Gold Nuclei in Nuclear Emulsions," Nucl. Pistes  9:107-111 (1984) amb C.J. Waddington.[7]
- "Central Collisions 14.6, 60, and 200 GeV/Nucleon ¹⁶O Nuclei in Nuclear Emulsion," Phys. Rev. Lett. 60:405 (1988)amb L.M. Barbier, R. Holynski, W.V. Jones, Un. Jurak, Un. Olszewski, O.E. Pruet, C.J. Waddinton, J.P. Wefel, B. Wilczynska, H. Wilczynski, W. Wolter, i B. Wosiek.[7]

## Reconeixements
- Membre d'Honor, Associació americana per l'avenç de la Ciència. AAAS
- Membre d'Honor de la Societat Americana de Física[7][7]